# 지방도 제1119호선
지방도 제1119호선은 제주특별자치도 서귀포시 남원읍 하례리 서성로입구에서 성산읍 성산리까지 잇는 제주특별자치도의 지방도이다.

## 역사
- 1995년 10월 5일 : 서귀포시 상효동과 남제주군 성산읍 고성리를 잇는 연장 34.6km의 지방도 제1119호 서귀포 ~ 성산선 신설[1]
- 2003년 4월 7일 : 지방도 노선 폐지 및 기점을 서귀포시 상효동에서 남제주군 남원읍 하례리로 연장해 노선 재지정[2]
- 2011년 2월 1일 : 수망 교차로 ~ 해비치 교차로 4.05km 구간 개통[3]
- 2014년 6월 11일 : 해비치 교차로 ~ 안좌 교차로 2.6km 구간 개통[4]

## 주요 경유지
- 서귀포시
  - 남원읍 서성로입구 - 신례리 - 신례 교차로 - 위미 교차로 - 한남 교차로 - 국가태풍센터 - 수망리 - 수망 교차로 - 신흥교 - 신흥2 교차로
  - 표선면  가시리 - 가시리사거리 - 성읍 교차로 - 성읍삼거리 - 성읍민속촌 교차로 - 성읍민속마을 교차로 - 성읍보건진료소 - 성읍1리 - 성읍교 - 성읍리
  - 성산읍 모구리야영장 - 모구리오름 - 난산입구 - 나시리오름 - 난산리 - 수산2리입구 - 수산2리입구 교차로 - 수산사거리 - 고성리 - 고성 교차로

## 중복 구간
- 서귀포시 표선면 가시리사거리 ~ 성읍민속마을 교차로 : 지방도 제1136호선과 중복

## 도로명
지방도 명칭과 달리 도로명이 여러개 존재한다.
- 서귀포시 남원읍 서성로입구 ~ 표선면 가시리 : 서성로
- 서귀포시 표선면 가시리 ~ 가시리사거리 : 녹산로
- 서귀포시 표선면 가시리사거리 ~ 성읍민속마을 교차로 : 중산간동로
- 서귀포시 표선면 성읍민속마을 교차로 ~ 성읍1리 : 성읍정의현로
- 서귀포시 표선면 성읍1리 ~ 성산읍 고성 교차로 : 서성일로